# الإسكافي (من الأفضل الاتصال بسول)
«الإسكافي» (بالإنجليزية: Cobbler)‏ هي الحلقة الثانية للموسم الثاني من مسلسل إيه إم سي التلفزيوني الدرامي من الأفضل الاتصال بسول، المسلسل يُعتبر بادئة من مسلسل اختلال ضال. تم بث الحلقة في 22 فبراير 2016 على قناة إيه إم سي بالولايات المتحدة. خارج الولايات المتحدة، تم عرض الحلقة لأول مرة على خدمة البث نتفليكس في عدة بلدان.

## الاستقبال

### التقييمات
عند بثها، تلقت الحلقة 2.23 مليون مشاهد أمريكي، ونسبة 18-49 من 1.0.

## وصلات خارجية
- «الإسكافي» على إيه إم سي (بالإنجليزية)
- «الإسكافي» على قاعدة بيانات الأفلام على الإنترنت (بالإنجليزية)